# Blood Oath
Blood Oath šesti je studijski album američkog death metal-sastava Suffocation. Diskografska kuća Nuclear Blast Records objavila ga je 14. srpnja 2009. Posljednji je album sastava na kojem je bubnjeve svirao Mike Smith. 
Album je prodan u više od 3600 primjeraka od prvog tjedana od izdanja i završio je na 135. mjestu ljestvici Billboard 200 kao prvi Suffocationov album.

## Popis pjesama
| 1.    | »Blood Oath«                                                                | 3:56 |
| 2.    | »Dismal Dream«                                                              | 3:18 |
| 3.    | »Pray for Forgiveness«                                                      | 3:41 |
| 4.    | »Images of Purgatory«                                                       | 3:28 |
| 5.    | »Cataclysmic Purification«                                                  | 4:52 |
| 6.    | »Mental Hemorrhage«                                                         | 3:56 |
| 7.    | »Come Hell or High Priest«                                                  | 4:08 |
| 8.    | »Undeserving«                                                               | 4:11 |
| 9.    | »Provoking the Disturbed«                                                   | 5:19 |
| 10.   | »Marital Decimation« (ponovno snimljena pjesma s albuma Breeding the Spawn) | 4:02 |
| 41:01 |                                                                             |      |

| Bonus pjesme na Deluxe izdanju | Bonus pjesme na Deluxe izdanju                 | Bonus pjesme na Deluxe izdanju | Bonus pjesme na Deluxe izdanju | Bonus pjesme na Deluxe izdanju | Bonus pjesme na Deluxe izdanju | Bonus pjesme na Deluxe izdanju | Bonus pjesme na Deluxe izdanju | Bonus pjesme na Deluxe izdanju | Bonus pjesme na Deluxe izdanju |
| Br.                            | Skladba                                        | Trajanje                       |                                |                                |                                |                                |                                |                                |                                |
| ------------------------------ | ---------------------------------------------- | ------------------------------ | ------------------------------ | ------------------------------ | ------------------------------ | ------------------------------ | ------------------------------ | ------------------------------ | ------------------------------ |
| 11.                            | »Pray for Forgiveness (rough mix un-mastered)« | 3:40                           |                                |                                |                                |                                |                                |                                |                                |
| 12.                            | »Dismal Dream« (instrumentalna verzija)        | 3:16                           |                                |                                |                                |                                |                                |                                |                                |
| 47:47                          |                                                |                                |                                |                                |                                |                                |                                |                                |                                |

## Osoblje
| Suffocation - Frank Mullen – vokal - Terrance Hobbs – gitara - Guy Marchais – gitara - Derek Boyer – bas-gitara - Mike Smith – bubnjevi | Ostalo osoblje - Joe Cincotta – produkcija, snimanje - Zack Ohren – miks - Jon "zig" Furlough – naslovnica albuma, umjetnički smjer - Doug Cerrito – logotip sastava, - John Scrip – mastering |